# Obersee (Antarktika)
Der Obersee (im englischsprachigen Raum Lake Ober-See) ist ein ganzjährig zugefrorener See in Ostantarktika.

## Lage
Der See befindet sich am nördlichen Rand des Otto-von-Gruber-Gebirges im zentralen Königin-Maud-Land. Das südliche Seeufer wird von einem vergletscherten Hang eingenommen, der allmählich auf 1100 Meter ansteigt und sich weiter im Südosten mit dem Muschketow-Gletscher vereinigt. Im Westen wird der See durch eisfreie Nordausläufer des Otto-von-Gruber-Gebirges begrenzt, im Osten wird er vom 1300 Meter hohen Seekopf überragt. Im Norden begrenzt der Anutschin-Gletscher das Tal des Obersees, seine Schmelzwässer speisen den See.

## Beschreibung
Der See erstreckt sich etwa 2,7 km in Nord-Süd-Richtung und ist bis zu 2,6 km breit. Die größte gemessene Tiefe beträgt 55,3 Meter. Er ist permanent mit Eis bedeckt, das im Sommer eine durchschnittliche Dicke von 3 Meter aufweist. Im antarktischen Sommer hat der See durch die Seitenmoräne des Anutschin-Gletschers einen Abfluss zum Untersee. Der Salzgehalt liegt bei 55 Milligramm pro Liter. Trotz des Abschlusses von der Außenwelt existieren am Seegrund Matten aus Cyanobakterien und Grünalgen.

## Geschichte
Der See wurde bei Vermessungsflügen der Deutschen Antarktischen Expedition 1938/39 unter der Leitung von Alfred Ritscher entdeckt und mit Hilfe von Luftaufnahmen dokumentiert. Anhand von Farbunterschieden des Eises und der ungewöhnlich glatten Eisoberfläche wurde von Otto von Gruber geschlossen, dass es sich um einen nur an der Oberfläche zugefrorenen, darunter jedoch flüssigen Wasserkörper handelt. Die erste Schlittenexpedition, die den Obersee und den nahe gelegenen Untersee im Januar/Februar 1969 erreichte, war Teil der 14. Sowjetischen Antarktisexpedition.

## Einzelnachweis
1. ↑  Lake Ober-See. In: Geographic Names Information System. United States Geological Survey, United States Department of the Interior, archiviert vom Original (englisch).